# Borlunda församling
Borlunda församling var en församling i Lunds stift och i Eslövs kommun. Församlingen uppgick 1992 i Borlunda-Skeglinge församling.

## Administrativ historik
Församlingen har medeltida ursprung.
Församlingen var till 1 maj 1929 moderförsamling i pastoratet Borlunda och Skeglinge, för att därefter till och med 1961 vara annexförsamling i pastoratet Östra Strö, Skarhult, Borlunda och Skeglinge. Från 1962 till och med 1991 annexförsamling i pastoratet Gårdstånga, Holmby, Östra Strö, Skarhult, Borlunda och Skeglinge. Församlingen uppgick 1992 i Borlunda-Skeglinge församling.

## Kyrkor
- Borlunda kyrka